# 勝善寺 (須坂市)
勝善寺（しょうぜんじ）は長野県須坂市にある真宗大谷派の寺院。寺号は柳島山。本尊は阿弥陀如来。通称は中俣勝善寺。

## 歴史
開基は信濃源氏井上氏の井上頼重で、建久4年（1193年）比叡山で出家し、釈明空と名乗り、正治元年（1199年）信濃国水内郡中俣に勝善寺を創建した。その後、下総国磯部に移り、親鸞の弟子となり、再び信濃に戻り、当寺と普願寺(須坂市)、西厳寺、光蓮寺（長野市）、願生寺（新潟県妙高市）、本誓寺（同上越市）からなる「磯部6か寺」を形成した。
9世法印、権大僧都顕順は石山合戦で戦死し、門主により、水内郡浄興寺の鳥羽伝内（10世教了）が跡目を相続した。本願寺が東西に分裂すると、伝内は東本願寺に随身し、東本願寺派全国寺院の8か寺に数えられ、巡讃の寺として、歴代の住職は本山に長期滞在した。
慶長3年（1598年）海津城主・田丸直昌の時代に高井郡八町村に移った。江戸時代には須坂藩の庇護を受け、勝善寺文書の中に、堀直政や初代藩主堀直重から10世教了に充てられた書状が残る。元和9年（1623年）2代藩主堀直升に迎えられ現在地に遷移した。慶安元年（1648年）には3代堀直輝により寺領3石を寄進された。
境内の本堂は木造平屋建て、間口15間、奥行15間の大伽藍で、他に鐘楼や本堂門、庫裡などがある。寺が所有する古文書は長野県指定文化財となっている。